# Powiat Ishikari
Powiat Ishikari (jap. 石狩郡 Ishikari-gun) – powiat w Japonii, w prefekturze Hokkaido, w podprefekturze Ishikari. W 2024 roku liczył 18 451 mieszkańców.

## Miejscowości
- Shinshinotsu
- Tōbetsu